# Dick Anthony Williams
Richard Anthony Williams, detto Dick (Chicago, 9 agosto 1938 – Los Angeles, 22 febbraio 2012), è stato un attore statunitense.
Era alto 2,01 m.
Si ritirò dal mondo del cinema nel 2010 dopo aver collezionato un totale di oltre 80 apparizioni tra film e serie televisive.
Come attore cinematografico era conosciuto in particolare per il film Edward mani di forbice del 1990 di Tim Burton, dove aveva recitato il ruolo dell'ufficiale Allan.
Rimase vedovo nel 1988 della moglie Gloria Edwards, anche lei attrice, e dalla quale ha avuto due figli.

## Filmografia parziale

### Cinema
- Rapina record a New York (The Anderson Tapes), regia di Sidney Lumet (1971)
- Mack - Il marciapiede della violenza (The Mack), regia di Michael Campus (1973)
- Un duro al servizio della polizia (Slaughter's Big Rip-Off), regia di Gordon Douglas (1973)
- Quel pomeriggio di un giorno da cani (Dog Day Afternoon), regia di Sidney Lumet (1975)
- Una vacanza di troppo (Summer Rental), regia di Carl Reiner (1985)
- Mo' Better Blues, regia di Spike Lee (1990)
- Edward mani di forbice (Edward Scissorhands), regia di Tim Burton (1990)

### Televisione
- Heart of the City – serie TV, 13 episodi (1986-1987)
- X-Files (The X-Files) – serie TV, episodio 1x16 (1994)

## Doppiatori italiani
Nelle versioni in italiano dei suoi lavori, Dick Anthony Williams è stato doppiato da:
- Luciano De Ambrosis in Mo' Better Blues
- Diego Reggente in X-Files
- Mauro Bosco in The Shield